# Gare de Souk Ahras
La gare de Souk Ahras est une gare ferroviaire algérienne située sur le territoire de la commune de Souk Ahras, dans la wilaya de Souk Ahras.
C'est une gare de la Société nationale des transports ferroviaires (SNTF), ouverte aux services voyageurs et marchandises.

## Situation ferroviaire
La gare est située dans le centre-ville de Souk Ahras, sur la ligne d'Annaba à Djebel Onk. Elle est précédée de la gare de la Résidence universitaire Medaguine Mohamed et suivie de celle des Tuileries. La gare est en outre l'origine de la ligne de Souk Ahras à la frontière tunisienne où elle précède la gare de Tarja.

## Histoire

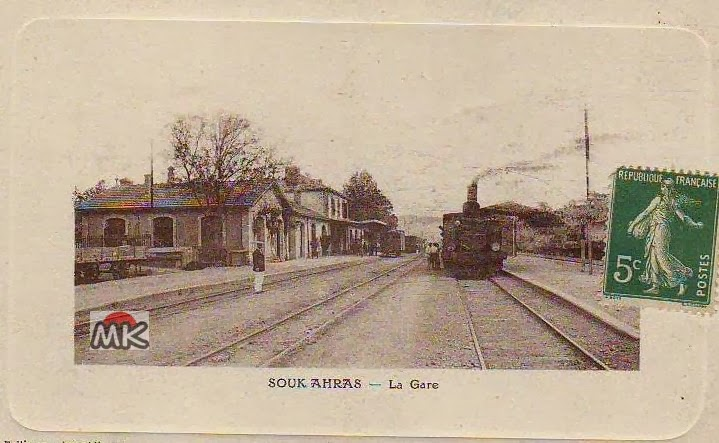
La gare de Souk Ahras en 1910.

En 1913, la gare est située sur la ligne à voie normale de Duvivier (actuelle Bouchegouf) à Ghardimaou (frontière tunisienne) et est l'origine de la ligne à voie étroite de Souk Ahras à Tébessa. Ces deux lignes étant exploitées par la Compagnie des chemins de fer Bône-Guelma,.

## Service des voyageurs

### Desserte
La gare de Souk Ahras est desservie par les trains régionaux des liaisons :
- Annaba - Tébessa[3] ;
- Souk Ahras - Aïn Seynour[4] ;
- Souk Ahras - Sidi El Hemissi[5].